# Vladimir Vasiljevič Atlasov
Vladimir Vasiljevič Atlasov (rusky Владимир Васильевич Атласов, 1661 nebo 1664, Velikij Usťug – 1. února 1711 Nižněkamčatsk) byl sibiřský kozák, obchodník s kožešinami, dobyvatel Kamčatky.
Alexandr S. Puškin nazval Atlasova Kamčatským Jermakem a akademik Stěpan Krašeninikov ho nazýval Dobyvatelem Kamčatky.

## Mládí
Atlasov se narodil ve Velikém Usťugu roku 1661 nebo 1664, jeho otec byl uprchlý rolník, který se stal za Uralem kozákem. Od dětství byl Atlasov veden ke kozácké budoucnosti na Sibiři.
Na Sibiři v tu dobu existoval carský výnos, že všechny ulovené sobolí kožešiny a nově také kožešiny lišek, musely být odevzdávány carské pokladnici, která je proplácela. Atlasov si jednu kožešinu lišky, kterou ulovil, nechal jako svatební dar pro svou ženu. Někdo to oznámil úřadům, Atlasov byl veřejně zbit rákoskou a v roce 1682 byl za trest odeslán vybírat jasak na odlehlých řekách Aldan a Uda. Jeho mladá žena mezitím zemřela v Jakutsku na mor. Roku 1695 byl jmenován atamanem Anadyrského ostrohu.

## Objevování Kamčatky
Na jaře roku 1697 podnikl ataman Atlasov, v čele oddílu 120 lidí (60 kozáků a 60 Jukagirů), sobí pochod z Anadyrského ostrohu přes Korjacký hřeben. Cílem expedice bylo dobýt celou Kamčatku. Atlasov vyšel od ústí Penžiny, vnikl do území Korjaků, překročil Korjacký hřeben směrem na východ, potom se vrátil na západní pobřeží a táhl na jih. Druhý oddíl pod vedením Luky Morozka se oddělil a postupoval podél východního pobřeží. Oba oddíly se pak spojily u Taglije a pokračovaly k řece Ozerné a Ingači. Během cesty dobyli čtyři korjacké osady a na řece Kamčatce založili Verchně-Kamčatsk. Během expedice se Jukagirové doprovázející kozáky vzbouřili pro Atlasovovu krutost vůči nim. Tři kozáci byli zabiti a Atlasov byl v bitce šestkrát zraněn. Jukagirové ztratili patnáct mužů, uznali svou porážku a dále Atlasovova poslouchali. Trasa expedice skončila na jižním cípu poloostrova, kde měl Atlasov z ústí řeky Golygina možnost sledovat dříve neznámé Kurilské ostrovy. Atlasov se pak vrátil do Verchně-Kamčatsku, zanechal tam své lidi a spolu s 15 kozáky a 4 Jukagiry se vydal na zpáteční cestu. 2. července 1698 dorazil zpět do Anadyrského ostrohu.
V roce 1700 dorazil Atlasov do Jakutska, kde systematizoval mapy a materiály nashromážděné během své kamčatské expedice. Podrobně popsal reliéf, podnebí, flóru, faunu, populaci Kamčatky a okolních ostrovů, „kterými vede cesta k nádhernému Nilfonskému království“. Připojil k tomu rovněž první mapu Kamčatky, která vyniká přesností a precizností ačkoliv se Atlasov nikdy neučil kartografii. Atlasov podrobně popsal i možnosti zemědělské kolonizace Kamčatky. Velice nerad ve své zprávě připustil, že se mu nepodařilo nalézt žádné stříbro nebo zlato.
Za úspěšnou kampaň, která skončila připojením Kamčatky byla Atlasovovi v Moskvě udělena hodnost kozácké hlavy a dostal jako odměnu 100 rublů.

## Uvěznění
Setkání s carem, povýšení, finanční odměna – to vše stouplo novému atamanovi do hlavy. Byl pověřen sestavením nového oddílu směřujícího na Kamčatku. Choval se přitom jak samovládce Jakutska a okolí. Najatí kozáci plenili jakutské sklady, přivlastňovali si pro budoucí výpravu nejlepší zásoby. Když od úřadů dostal Atlasov první lodě, na kterých se měl plavit po řece, nebyl spokojen s jejich kvalitou a proto kozáci začali zabírat lodě kupců, kteří připlouvali na Sibiř za obchodem. Takto napadli i obchodní loď kupce Dobrjanina, kterému přenechali svou loď, ale s kupcovou lodí si ponechali i balíky čínského hedvábí v hodnotě 16 662 rublů. Atlasov to nepovažoval ani za krádež, ale úřadům už s ním došla trpělivost. Byl zatčen, vyslýchán a uvězněn.
V jakutském vězení zůstal až do roku 1706, pak byl odeslán na Kamčatku.

## Kamčatský místodržící a smrt
Za své zásluhy při objevování Kamčatky byl Atlasov jmenován místodržícím Kamčatky. Jeho vláda se ale vyznačovala neschopností a krutostí. Korjakové se vzbouřili a pobíjeli ruské úředníky. Verchně-Kamčatsk byl domorodci dobyt, obyvatelstvo vyvražděno a osada zanikla. Atlasov tvrdě potíral domorodá povstání, popravoval domorodce, ale také často popravoval své podřízené za neschopnost.
V prosinci 1707 se část podřízených kozáků vzbouřila a prohlásila Atlasova za sesazeného, zvolili si nového místodržícího a poslali do Jakutsku stížnost. Atlasov byl vzbouřenci uvězněn a veškerý jeho majetek byl zkonfiskován. Atlasovovi se podařilo z vězení utéci, pokusil se získat na svou stranu co nejvíce Rusů a kozáků, ale všichni ho odmítali. Roku 1709 dorazil na Kamčatku nový místodržící – Pjotr Čirikov. Vzbouření kozáci s ním také ale byli nespokojeni, již roku 1710 se proto novým místodržícím stal Osip Lipin. Kozácká vzpoura ale stále pokračovala a vzbouřenci postupně oba úředníky popravili a rozhodli se zabít i Atlasova, který se skrýval v Nižněkamčatsku. Není známo, co Atlasov na Kamčatce dělal od svého útěku z vězení v roce 1707 až do roku 1711. Dne 1. února 1711 Atlasova v noci v jeho domě navštívili tři vzbouření kozáci A. Postnikov, G. Šabanov a A. Petrovič. Předložili mu falešný dopis, který si měl přečíst. Atlasov se naklonil ke svíčce, aby na dopis viděl a v tu chvíli ho zezadu bodli do zad a zákeřně zavraždili. Novým místodržícím se stal jeden ze vzbouřených kozáků - Danila Anciferov.

## Památka
- Atlasovův ostrov, kamčatská osada Atlasovo, vyhaslá kamčatská sopka Atlasov, Atlasovská zátoka
- Astragalus Atlasova – bylinná rostlina z čeleni luštěnin, která roste jen na Kamčatce
- v roce 2014 po Atlasovovi pojmenována ulice v Moskvě
- v roce 1973 byla na břeku řeky Kamčatka na počest Atlasovovy expedice vztyčena pětimetrová dřevěná stéla
- minerál Atlasovit – velmi vzácně se vyskytující minerál objevený v roce 1986